# 中川正雄
中川 正雄（なかがわ まさお、1946年 - ）は、日本の工学者。工学博士。慶應義塾大学名誉教授。

## 人物
東京都出身。慶應義塾大学工学部電気工学科卒業（1969）。同大学院修士課程工学研究科電気工学修了。同大学院博士課程工学研究科電気工学専攻、工学博士（1974）。慶應義塾大学理工学部情報工学科教授、慶應義塾大学大学院理工学研究科開放環境科学専攻長などをへて、同大名誉教授。
移動通信、ITS、スペクトル拡散通信、無線ホームリンク、コンシューマ通信、新世代移動通信、可視光通信などの研究に従事。電子情報通信学会フェロー、IEEE Fellow、理事（基礎境界ソサイエティー会長）、総務省情報通信審議会委員などを務める。また、いくつかの国際会議の実行委員長などを務める。IEEE Consumer Electronics Society Chester W. Sall Award受賞、IEEE VTC-fall Best Paper Award受賞、電子情報通信学会業績賞受賞。
COE採択メンバーである。慶應義塾大学大学院情報・電気・電子分野21世紀COEプログラム・アクセス網高度化光・電子デバイス技術。
日本におけるTD-CDMA方式の権威としても知られ、その関係からアイピーモバイルの技術顧問も務めた。